# جایگزین‌های نسبیت عام
جایگزین‌های نسبیت عام نظریاتی هستند که سعی در توصیف پدیدهٔ گرانش و رقابت با  نظریهٔ نسبیت عام انیشتین دارند. به بیان دیگر، منظور از این جایگزین‌ها نظریاتی است که برای توصیف گرانشی رهیافتی غیر از آنچه در نسبیت عام مورد استفاده قرار گرفته را در پیش می‌گیرند. علاوه‌بر این نظریات، تلاش‌های بسیاری نیز برای ایجاد نظریه‌ای کامل‌تر بر پایه نسبیت عام صورت گرفته است. در مجموع همهٔ این نظریات را می‌توان در یکی از چهار دستهٔ زیر جای داد:
- نظریه‌هایی که مستقیماً و بدون داشتن هدفی اضافی سعی در جایگزینی نسبیت عام را دارند. مانند نظریه اینشتین-کارتان ، نظریه برانس دیکی و نظریه‌های بایمتریک (که دو متریک به جای یک متریک تعریف می‌کنند).
- نظریاتی که تنها سعی در ارائه توصیفی کوانتومی از گرانش دارند. مانند گرانش کوانتومی حلقه.
- نظریاتی که سعی در متحد کردن گرانش با دیگر نیروها دارند: مانند نظریه کالوزا-کلین.
- نظریاتی که می‌خواهند همهٔ این اهداف را به‌دست آورند ؛ مانند نظریه ریسمان و نظریه‌ام .